# Orquestra Filarmonia das Beiras
A Orquestra Filarmonia das Beiras (criada em 1997), também conhecida como Orquestra das Beiras, é o organismo artístico da Associação Musical das Beiras, constituída com o propósito de criar e desenvolver uma orquestra de elevada qualidade profissional na Região Centro de Portugal.
A AMB usufrui do Estatuto de Utilidade Pública, atribuído  pela Presidência do Conselho de Ministros, conforme Despacho n.º 13227/2022, de 15 de novembro. Como se pode ler no Despacho que atribui este importante Estatuto, "[a AMB] vem desenvolvendo, desde a sua constituição, em 1995, sem fins lucrativos, relevantes atividades de interesse geral na área da promoção e divulgação cultural. Desenvolve um trabalho de elevada qualidade no âmbito da música erudita, mantendo uma atividade regular, através do cumprimento dos seus projetos e iniciativas culturais, com um forte contributo para o enriquecimento cultural da região".
A Orquestra das Beiras foi fundada com base num programa governamental que tinha o desígnio da concepção de uma rede descentralizada de orquestras, nomeadamente no norte, no centro e no sul, que deu origem também à Orquestra do Norte e à Orquestra do Algarve. A Orquestra das Beiras teve a sua primeira atuação no dia 15 de dezembro de 1997, sob a direção do seu primeiro diretor artístico Fernando Eldoro. Esse seu primeiro grande concerto foi realizado no âmbito das comemorações do 24.º Aniversário da Universidade de Aveiro, instituição que esteve na sua fundação e a ela tem estado intimamente associada deste o ato fundacional. 
A orquestra foi fundada por diversas instituições (e.g. Universidade de Aveiro, Orfeão de Leiria) e vários municípios da região centro de Portugal, que se entenderam para a constituição da Associação Musical das Beiras, entidade detentora da orquestra. A partir de 2024 a Orquestra passou a ser conduzida pelo maestro Jan Wierzba , que acumula as funções de Maestro Titular com as de Diretor Artístico, sucedendo nessas funções a António Vassalo Lourenço.
No dia 1 de outubro de 2024, Dia Internacional da Música, deu-se a inauguração da nova sede, agora em Aradas, num edifício renovado pela Câmara Municipal de Aveiro (CMA), que acolhe ainda parte dos seus Serviços de Cultura, o qual foi designado como Casa de Música, integrado no Quarteirão das Artes e Cultura de Aveiro que a autarquia pretende desenvolver naquela zona. A nova sede inclui um auditório, que facilita a organização dos ensaios e permite a realização autónoma de espetáculos. A partir de outubro de 2024 a orquestra passou a contar com um novo Diretor Executivo, Ângelo Ferreira.
Além do maestro residente, a orquestra é regularmente dirigida tanto por jovens maestros promissores como por prestigiados maestros estrangeiros e pelos mais conceituados maestros em atividade de Portugal.